# Sheltered (серия комиксов)
Sheltered — серия комиксов, которую в 2013—2015 годах издавала компания Image Comics.

## Синопсис
Люди из Safe Haven готовились к концу света, но не ожидали, что их угрозой станут их дети.

## История создания
Бриссон намеревался посетить и пожить в настоящем подготовительном бункере, но поездка была отменена по независимым от него обстоятельствам. Когда дело дошло до второй сюжетной арки, сценарист говорил, что тон серии не будет сильно изменён. К финалу комикса Бриссон отмечал, что «есть персонажи, которые должны были быть только второстепенными, но вышли на первый план», когда он потрудился над ними. Одним из таких он назвал Курта.

## Коллекционные издания
| № | Тип            | Дата выхода     | Собранный материал | Кол-во страниц | ISBN                       | Предполагаемый объём продаж (первый месяц) |
| - | -------------- | --------------- | ------------------ | -------------- | -------------------------- | ------------------------------------------ |
| 1 | Мягкая обложка | 11 декабря 2013 | Sheltered #1-5     | 128            | 978-1607068419, 1607068419 | 1 804, позиция в Северной Америке — 59     |
| 2 | Мягкая обложка | 30 июля 2014    | Sheltered #6-10    | 128            | 978-1632150998, 1632150999 | 1 322, позиция в Северной Америке — 103    |
| 3 | Мягкая обложка | 8 апреля 2015   | Sheltered #11-15   | 128            | 978-1632152688, 1632152681 | 1 092, позиция в Северной Америке — 142    |

## Отзывы
На сайте Comic Book Roundup серия имеет оценку 8,5 из 10 на основе 115 рецензий. Мелисса Грей из IGN дала первому выпуску 9 баллов из 10 и похвалила художников. Грег Макэлхаттон из Comic Book Resources писал, что у комикса был «сильный дебют». Тони Герреро из Comic Vine поставил первому выпуску 5 звёзд из 5 и посчитал, что «рисунки Джонни Крисмаса идеально подходят для этой серии». Стюарт Коновер из ScienceFiction.com вручил дебюту 5 атомов из 5 и отметил, что «на последней странице есть убийственный клиффхэнгер».

## Фильм
За адаптацию комикса отвечает Circle of Confusion. Режиссёром и сценаристом выступит Джесс Пейронель.